# Idaea comminuta
Idaea comminuta är en fjärilsart som beskrevs av W. Warren 1906. Idaea comminuta ingår i släktet Idaea och familjen mätare. Inga underarter finns listade i Catalogue of Life.